# Клатт, Вильгельм
Фри́дрих Ви́льгельм Клатт (нем. Friedrich Wilhelm Klatt; 1825—1897) — немецкий ботаник.

## Биография
Фридрих Вильгельм Клатт родился 13 февраля 1825 года в Гамбурге. С детства демонстрировал способности к рисованию, рисунки Клатта регулярно показывались на выставках. Во время Гамбургского пожара в мае 1842 года все работы Клатта были уничтожены. После этого Клатт начал преподавать в средней школе для мальчиков в Гамбурге. В 1856 году женился.
С 1854 года Клатт поддерживал дружеские отношения с ботаником Иоганном Георгом Леманом. После смерти Лемана в 1860 году часть его гербария досталась Клатту (например, гербарий первоцветных). Клатт принялся изучать растения семейства Сложноцветные.
В 1864 году Ростокский университет присвоил Вильгельму Клатту степень доктора философии.
3 марта 1897 года Фридрих Вильгельм Клатт скончался.
Основной гербарий Клатта, включаются около 11 500 образцов, хранится в Гарвардском университете (GH), который приобрёл его в 1899 году.

## Некоторые научные публикации
- Klatt, F.W. Norddeutsche Anlagenflora. — 1865. — 84 p.
- Klatt, F.W. Flora des Herzogthums Lauenburg. — 1865. — 224 p.
- Klatt, F.W. Die gattung ‘Lysimachia’. — 1866. — 45 p.
- Klatt, F.W. Cryptogamenflora von Hamburg. — 1868. — 219 p.
- Klatt, F.W. Ergänzungen und Berichtigungen zu Baker's Systema Iridacearum. — 1882. — 70 p.
- Klatt, F.W. Iridaceae africanae // Conspectus florae africanae / T. Durand & H. Schinz. — 1894. — Vol. 5. — P. 143—250.

## Роды растений, названные в честь В. Клатта
- Klattia Baker, 1877